# Vụ hỏa hoạn công ty gia cầm Đức Huệ Cát Lâm 2013
Vụ hỏa hoạn công ty gia cầm Đức Huệ Cát Lâm 2013 là một vụ cháy xảy ra vào ngày 3 tháng 6 năm 2013 tại một nhà máy chế biến gia cầm trong trấn Mễ Sa Tử, một trấn cách 35 km so với Trường Xuân, tỉnh Cát Lâm, Cộng hòa Nhân dân Trung Hoa, khiến ít nhất 120 người thiệt mạng và hơn 60 người khác phải nhập viện vì bị thương.
Nhà máy giết mổ gia cầm được Công ty TNHH gia cầm Bảo Nguyên Phong Cát Lâm thành lập vào năm 2009. Nhà máy sử dụng 1.200 công nhân, nhưng chỉ có 350 công nhân được cho là có mặt ở địa điểm tại thời điểm ngọn lửa. Nhà máy như vậy thường có một hệ thống làm mát sử dụng amonia, một hóa chất được cho là đã gây ra đám cháy.
Đám cháy bắt đầu từ 6 giờ 6 buổi sáng, đến 12 giờ trưa hỏa hoạn vẫn chưa được dập tắt. Tính đến 3 giờ 20 chiều cùng ngày, đã có 112 người đã thiệt mạng. Đây là vụ hỏa hoạn nghiêm trọng nhất ở Trung Quốc trong hơn một thập niên qua.
Cổng nhà máy bị khóa khi hỏa hoạn xảy ra, nhưng khoảng 100 công nhân đã thoát ra được ngoài. Nhà máy có cấu trúc bên trong phức tạp và lối đi hẹp, cản trở công tác cứu hộ. Nguyên nhân vụ hỏa hoạn chưa được làm rõ, song đài truyền hình nhà nước Trung Quốc CCTV cho hay các nhân chứng đã nghe thấy một tiếng nổ lớn và nghi ngờ có rò rỉ amonia lỏng.